# 奚鼐
奚鼐（?—?），是中国唐朝造墨名家。河北道易州（今河北省易县）人。他制造的墨有光气，有奚鼐墨、庚申印文。他儿子奚超迁居歙州，南唐赐姓李。李超之子李廷也是著名的制墨家。